# تقية بنت أبي القاسم
تقية بنت أبي القاسم بن عمر الأصبهانية (480 هـ - 541 هـ) قال السمعاني: هي بنت شيختنا أم البهاء فاطمة بنت أبي الفضل بن أبي سعد البغدادي، وأخت أبي القاسم محمود الأصبهاني، وزوجة أحمد بن أبي الفتوح الخراساني.